# (36207) 1999 TB110
1999 TB110 (asteroide 36207) é um asteroide da cintura principal. Possui uma excentricidade de 0.16966230 e uma inclinação de 7.33952º.
Este asteroide foi descoberto no dia 4 de outubro de 1999 por LINEAR em Socorro.